# Porozumienie Polskich Chrześcijańskich Demokratów
Porozumienie Polskich Chrześcijańskich Demokratów (PPChD) – polska chadecka partia polityczna działająca w latach 1999–2002.

## Historia
Ugrupowanie powstało 26 września 1999 w wyniku połączenia się większej części Porozumienia Centrum z Partią Chrześcijańskich Demokratów i Ruchem dla Rzeczypospolitej, funkcjonujących w ramach Akcji Wyborczej Solidarność, których posłowie w Klubie Parlamentarnym AWS tworzyli Zespół Chrześcijańsko-Demokratyczny.
Prezesem PPChD został Antoni Tokarczuk, wkrótce powołany na urząd ministra środowiska w rządzie Jerzego Buzka. Do partii przystąpił też minister gospodarki Janusz Steinhoff. Wśród pozostałych liderów znaleźli się m.in. Paweł Łączkowski, Krzysztof Tchórzewski, Andrzej Kozioł (przewodniczący RdR), Jan Rejczak, Mieczysław Gil i Teresa Liszcz.
23 grudnia 2000 stronnictwo stało się częścią Federacji AWS. W 2001 do PPChD przyłączyły się Ruch Solidarni w Wyborach Jerzego Gwiżdża i Ruch Stu Czesława Bieleckiego. W wyborach parlamentarnych w tym samym roku partia wystartowała w ramach Akcji Wyborczej Solidarność Prawicy, która nie przekroczyła progu wyborczego, przez co chadecy utracili reprezentację w Sejmie.
13 stycznia 2002 PPChD zjednoczyło się ze Stronnictwem Konserwatywno-Ludowym, tworząc nową partię o nazwie Stronnictwo Konserwatywno-Ludowe – Ruch Nowej Polski.